# Melvyn Grant
Melvyn "Mel" Grant (1944-) é um ilustrador inglês. Foi responsável pelas ilustrações das capas dos discos da banda inglesa Iron Maiden, Fear of the Dark, Virtual XI e The Final Frontier. Treinado tradicionalmente, ele trabalhou originalmente com tintas a óleo, mas no final dos anos 1990, Grant passou a criar a maior parte de seu trabalho digitalmente com uma mesa digitalizadora e os softwares Adobe Photoshop e Corel Painter.